# Казыбек, Бексултан
Бексултан Казыбек (род. 9 июля 1993, Алма-Ата) — казахстанский блогер (вайнер) и продюсер.

## Биография
Родился 9 июля 1993 года в Алма-Ате. Учился в алматинской гимназии № 12. В 2014 году окончил Казахстанский университет менеджмента, экономики и прогнозирования по специальности «Медиаменеджер».
С 2014 по 2020 год входил в состав объединения Jokeasses, которое было одним из самым популярных проектов среди вайнеров Казахстана.
В 2020 году запустил два новых TikTok-проекта, став генеральным продюсером тиктокерских домов YOLO House и BIP House, а также продюсером вайнера Аминки Витаминки. Под его руководством в 2021 году YOLO House стал самым популярным в мире, а BIP House получил премию Nickelodeon Kids’ Choice Awards.
Также он руководит издательством комиксов и графических романов Bult Comics и агентством JKS Entertainment. В 2020 году выпустил комикс «Бексултан Казыбек: КазахMan Batyr».
В 2022 году стал продюсером сериала «Королева двора», премьера которого состоялась на сервисе IVI, а также мистического сериала «Target».
Кроме того, Казыбек занимается озвучиванием мультфильмов и сериалов на казахском языке.

## Личная жизнь
В апреле 2019 года женился на Мадине Омаровой.

## Фильмография

### Продюсер
- 2016 — Шакал (короткометражный)
- 2022 — Королева двора (сериал)
- 2022 — Target (сериал)